# Webera sphagnicola
Webera sphagnicola là một loài rêu trong họ Bryaceae. Loài này được Bruch & Schimp. Schimp. mô tả khoa học đầu tiên năm 1856.